# Novi Herlina
Vous pouvez aider à l'améliorer ou bien discuter des problèmes sur sa page de discussion.
- Il ne cite pas suffisamment ses sources. Vous pouvez indiquer les passages à sourcer avec {{référence nécessaire}} ou {{Référence souhaitée}}, et inclure les références utiles en les liant aux notes de bas de page. (Marqué depuis novembre 2017)
- Il n’est pas rédigé dans un style encyclopédique. (Marqué depuis novembre 2017)
- Il est orphelin : moins de trois articles lui sont liés. Aidez à ajouter des liens en plaçant le code [[Novi Herlina]] dans les articles relatifs au sujet. (Marqué depuis novembre 2017)

- Archive Wikiwix
- Bing
- Cairn
- DuckDuckGo
- E. Universalis
- Gallica
- Google
- G. Books
- G. News
- G. Scholar
- Persée
- Qwant
- (zh) Baidu
- (ru) Yandex
- (wd) trouver des œuvres sur Wikidata

 (novembre 2017).
Le contenu est difficilement compréhensible vu les erreurs de traduction, qui sont peut-être dues à l'utilisation d'un logiciel de traduction automatique.
Novi Herlina (aussi appeléeNovi ChiBi ou Noeey ChiBi alors qu'elle était membre de Cherrybelle, jusqu'en 2017) est une artiste indonésienne, chanteuse, actrice, animatrice de télévision, et mannequin.

## Biographie
Novi Herlina est née à Bogor.
Elle travaille d'abord comme modèle pour un magazine pour la jeunesse.
Puis elle remplace Anisa Rahma dans Cherrybelle depuis le 16 mars 2014 après avoir passé plusieurs auditions.
Novianatic est le nom des fans de Novi ChiBi.
Cependant, le 25 septembre 2017 elle quitte Cherrybelle pour des raisons personnelles.

## Discographie

### Albums
- 2015 : Reborn
- 2015 : Semangat Yang Indah

### Single
- 2015 : Semangat Yang Indah
- 2015 : I Am Super Swag!
- 2016 : Boom!!
- 2016 : Selamat Pagi Cinta, avec Christy Saura Noela Unu
- 2017 : Andai Ku Tahu, avec Muti, Fisca, et Teens Yoriko

### Clip vidéo
- 2015 : Semangat Yang Indah
- 2015 : I Am Super Swag!

## Filmographie

### Films
- 2015 : Romeo + Rinjani  : Meggy

### Séries télévisées
- 2017 : Jodoh Wasiat Bapak : Alia
- 2018 : Cerita Cinta di Teater Idola : Karin

### Téléfilms
- 2014 : Bukan Cinderella : Novi
- 2014 : 24 Kali Bilang Cinta' : Novi
- 2015 : Battle With Love' : Novi
- 2015 : Cintaku Sebulat Bakso
- 2015 : Ibu Guru Siti Tinggal di Kandang Sapi : Diana
- 2015 : Reality Show Berdarah : Stefani
- 2015 : Toko Kr.Amat: Giwang Pembuka Rahasia : Amara
- 2015 : Tulah Pelaku Kecelakaan Palsu : Santi
- 2015 : Pamali: Jangan Nyapu Malam-Malam : Dinar
- 2015 : Pamali: Jangan Nyanyi di Kamar Mandi : Keisha
- 2015 : Pamali: Melukis Anak Menangis : Tika
- 2015 : Cahaya Cinta di Langit Paris : Aisyah
- 2015 : Assalamualaikum Paris
- 2015 : Lost in Paris : Aira
- 2015 : Novel Terakhir di Paris
- 2016 : Lovepedia: Ada Apa Dengan Cherrybelle? : Novi
- 2017 : Cinta Cenat Cenut di Angkringan : Ratih
- 2017 : Supir Ganteng Pujaan Hati : Intan
- 2017 : Pacar KW Si Supir Cantik : Citra
- 2017 : Soulmate Dari Langit : Sisi
- 2017 : Pertunanganku Gagal Karena Wanita Lain : Ningsih/Lupita
- 2017 : From Pembantu Jadi Mantu : Fioni
- 2017 : Cewek Berkumis Pacarku : Intan
- 2015 : Seekor Anjing Pemangsa Tuan : Inez
- 2017 : Cermin Kehidupan: Diculik Malaikat : Yessi
- 2017 : Seribu Kisah: Disumpahin Enteng Jodoh : Tika
- 2017 : Seribu Kisah: Rumah di Tepi Neraka : Bunga
- 2017 : Seribu Kisah: Hayati Tak Pernah Lelah : Hayati
- 2017 : Seribu Kisah: Berkah Doa Anak Yatim : Kinanti
- 2017 : Kuasa Ilahi: Wanita Penggunjing Terperosok Sumur
- 2017 : Kuasa Ilahi: Makam Dangkal Juru Masak : Hanum

### Programme de télévision
- 2015 : Gokil
- 2018 : Celeb Squad
- 2018 : Dubi Dubi Dam
- 2018 : Pesta Sahabat Anak Indonesia
- 2018 : Pesta Sahabat Semangat Indonesia
- 2018 : Karma Baik
- 2018 : Hole in The Wall Indonesia
- 2018 : Konser JKT48: RE:BOOST